# Bitwa pod Aduatucą
Bitwa pod  Aduatuką (Atuatuką) – starcie zbrojne, które miało miejsce 21 października 54 p.n.e. pomiędzy armią rzymską dowodzoną przez legatów Kwintusa Tyturiusza Sabinusa oraz Lucjusza Aurunculeiusa Kotte, a armią galijskiego plemienia Eburonów, dowodzoną przez ich wodza Ambioryksa („król obu stron”).

## Przed bitwą
W październiku 54 r. p.n.e. na rozkaz prokonsula Gajusza Juliusza Cezara legiony zostały rozmieszczone na leża zimowe pojedynczo, na ziemiach różnych plemion belgijskich.  Legion i kohorty pomocnicze pod  wspólnym dowództwem Sabinusa i Cotty, razem  15 kohort (ok. 6 000 żołnierzy) został rozlokowany w kraju Eburonów, celtyckiego plemienia zamieszkującego ziemie między rzekami Renem i Mozą. Ich główne osady znajdowały się po obu stronach Mozy w dzisiejszym rejonie Tongeren i Verviers. Rzymianie zbudowali obóz w miejscu z natury obronnym w miejscowości Atuatuka, koło dzisiejszego Tongres. Świeżo zaciągnięty legion rekrutów wzmocniono specjalnie pięcioma kohortami weteranów mających wieloletnie doświadczenie w walkach z Galami. Na wezwanie Rzymian w obozie stawili się przywódcy Eburonów – Ambioryks i Katuwolkus („zażarty w boju”), którzy dostarczyli również kontyngenty zboża.
Rzymscy dowódcy w poczuciu całkowitego bezpieczeństwa wysłali część oddziałów do pobliskiego lasu w celu zebrania drzewa na opał. Kiedy żołnierze odłożyli broń i wzięli się za zbiórkę drzewa, z zaskoczenia uderzyła na nich jazda Eburonów. Żołnierze pośpiesznie chwycili za broń i w zwartych oddziałach wycofali się do obozu. Wielu jednak zostało zabitych na skutek całkowitego zaskoczenia atakiem Galów. Wkrótce potem tłumy pieszych wojowników uderzyły bezpośrednio na umocnienia obozu. Szturm został jednak odparty, a atakujący wezwali Rzymian do wysłania posłów. W kwaterze Ambioryksa posłowie dowiedzieli się, że wola ludu zmusiła wodza Eburonów do stanięcia na czele powstania. Ambioryks poinformował Rzymian, że również inne obozy zostały zaatakowane, a na pomoc Galom nadciągają także Germanie zza Renu. Rzymscy legaci po długiej i burzliwej dyskusji (Cotta był zdecydowany pozostać w obozie i czekać na odsiecz) postanowili za radą Ambioryksa opuścić obóz i połączyć się z jednym z najbliższych legionów – Kwintusa Cycerona w kraju Nerwiów lub Tytusa Labienusa w kraju Trewerów. Po podjęciu decyzji o wymarszu rozkazano, by żołnierze wzięli ze sobą tylko rzeczy najbardziej potrzebne.

## Bitwa
Armia rzymska wymaszerowała z obozu wczesnym rankiem. Kolumna marszowa rozciągnęła się i znacznie wydłużyła. Na dodatek, pomimo upomnień  zabrano ze sobą liczne tabory opóźniające marsz oddziałów. Karygodnym zaniedbaniem dowództwa rzymskiego było to, że maszerowano bez ubezpieczenia. Około południa Rzymianie weszli do długiej i krętej doliny, uniemożliwiającej sformowanie szyków dla ewentualnego odparcia wroga ze względu na strome zbocza porośnięte gęsto drzewami. Ta właśnie dolina została wybrana przez Eburonów na zasadzkę. W pewnym momencie na Rzymian posypały się strzały z łuków i kamienie z proc. Na zaskoczonych legionistów ruszyli wojownicy eburońscy. Legat Sabinus zdając sobie sprawę z własnego błędu chciał go naprawić, ale wskutek paniki wydawał tylko sprzeczne rozkazy. Cotta jednak zachował trzeźwość umysłu nakazując pozostawić wozy taborowe na łup wroga, by zyskać na czasie i skupiając wokół siebie żołnierzy, by stawić zorganizowany opór. Kohorty zostały ustawione w koło, gdyż wojownicy eburońscy atakowali z każdej strony. Ambioryks jednak zabronił łupić tabory, by nie odciągać ludzi od walki z Rzymianami. Jednak Eburoni  pomimo wściekłych ataków nie byli w stanie przełamać zwartego szyku legionistów. Wkrótce Ambioryks stwierdził, że jego ludzie zaczynają ponosić zbyt duże straty w starciu ze zorganizowanymi i zdesperowanymi legionistami, którzy w zwartych szykach, zasłaniając się szczelnie tarczami wypadali z koła i ścigali Eburonów, kładąc wielu z nich trupem, nim ci zdołali uciec w kierunku zbawczych zarośli. Dlatego wódz Eburonów zakazał bezpośrednich starć z Rzymianami i nakazał jednocześnie, by w sytuacji kiedy kohorty wychodzą z koła cofać się i dopiero kiedy wracają ścigać i szarpać. W ten sposób oszczędzał swe siły, podczas  gdy Rzymianie ponosili straty przy każdym wypadzie z koła. Bitwa, która rozpoczęła się około południa trwała kilka godzin i zaczynało zmierzchać. Straty wśród legionistów były ogromne. Legat Sabinus spróbował jeszcze raz układów z wodzem Eburonów. Poprzez tłumacza zapytał Ambioryksa, czy zgodzi się na rozmowę. Ten wyraził zgodę, jednak zażądał, by wódz rzymski przybył do niego osobiście. Sabinus udał się sam w towarzystwie kilku centurionów i trybunów, gdyż Cotta odmówił wszelkich rozmów z barbarzyńcą. Kiedy grupa Rzymian zbliżyła się do świty wodza  Eburonów nakazano im porzucić broń. Rozmowa przedłużała się, jednak niewiele z niej wynikało dla Rzymian, gdyż Ambioryks tylko zwlekał z decyzją do ostatecznego szturmu z powodu konieczności przegrupowania sił i dania swym ludziom chwili odpoczynku. Kiedy Sabinus zrozumiał, że zgoda na rozmowę była taktycznym wybiegiem, i że Ambioryks nie zamierza wycofać swych ludzi z walki postanowił odzyskać broń i wrócić do swych szeregów. Nie pozwolili na to wojownicy eburońscy, którzy zabili wszystkich Rzymian z Sabinusem na czele. Kiedy padł wódz rzymski wojownicy wydali okrzyk triumfu i ponownie z wielkim impetem zaatakowali legionistów. Załamani i zgnębieni legioniści nie stawiali już takiego oporu jak jeszcze kilka godzin temu. W  tym  starciu zginął Cotta i większość jego żołnierzy. Niewielkiej części legionistów udało się przedrzeć z powrotem do obozu, gdzie aż do późnej nocy odpierali ataki Galów. Kiedy jednak nad ranem okazało się w jak beznadziejnej są sytuacji wszyscy popełnili samobójstwo. Z piętnastu kohort – ponad 6 000 żołnierzy, którzy stacjonowali w Aduatuka pozostało przy życiu kilku. W czasie krwawych zmagań w dolinie zdołali oni ujść w lasy i dotrzeć do obozu Tytusa Labienusa z informacją o klęsce. 